# Morula striata
Morula (Habromorula) striata là một loài ốc biển săn mồi cỡ nhỏ, là động vật thân mềm chân bụng sống ở biển thuộc họ Muricidae, họ ốc gai.

## Phân bố

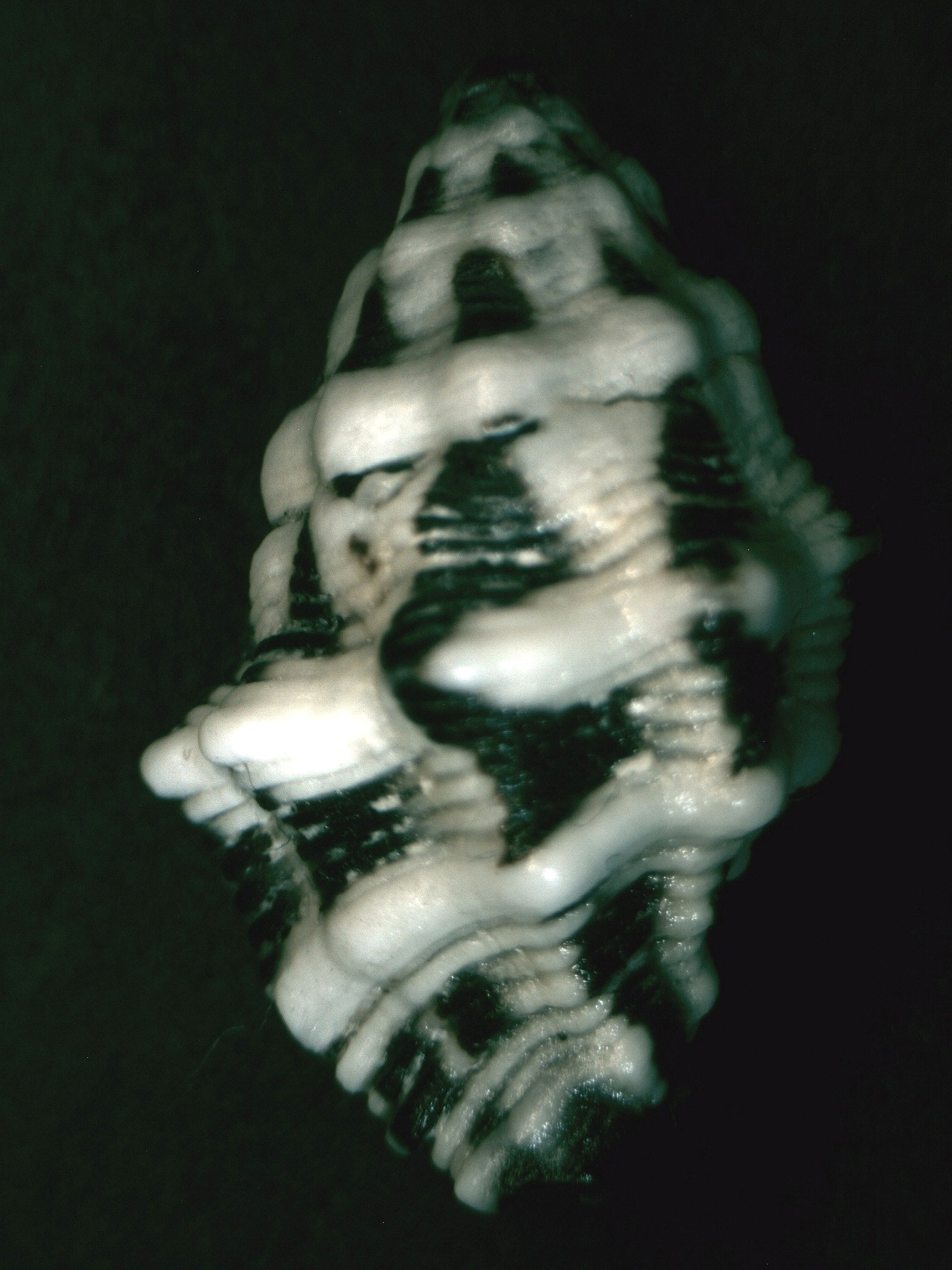
Vỏ Morula striata